# Coppa CERS 2001-2002
La Coppa CERS 2001-2002 è stata la 22ª edizione dell'omonima competizione europea di hockey su pista riservata alle squadre di club. Il torneo ha avuto inizio il 1º dicembre 2001 e si è concluso il 20 aprile 2002. 
Il titolo è stato conquistato dagli spagnoli del Voltregà per la prima volta nella loro storia sconfiggendo in finale i portoghesi del Porto.
In quanto squadra vincitrice il Voltregà ha ottenuto anche il diritto di partecipare alla Coppa Continentale 2002-2003.

## Squadre partecipanti
| Nazione     | Club              | Città                    | Qualificazione                                                       |
| ----------- | ----------------- | ------------------------ | -------------------------------------------------------------------- |
| Francia     | Gujan-Mestras     | Gujan-Mestras            | 8º in Nationale 1 2000-2001                                          |
| Francia     | La Vendéenne      | La Roche-sur-Yon         | Eliminato agli ottavi di finale della Champions League 2001-2002     |
| Francia     | Nantes            | Nantes                   | 4º in Nationale 1 2000-2001, 4º ai play-off                          |
| Francia     | Vaulx-en-Velin    | Vaulx-en-Velin           | 7º in Nationale 1 2000-2001                                          |
| Germania    | Walsum            | Duisburg                 | 2º in Rollhockey-Bundesliga 2000-2001, finale dei play-off           |
| Inghilterra | Herne Bay United  | Herne Bay                | 1º in Roller Hockey Premier League 2000-2001, campione d'Inghilterra |
| Inghilterra | Letchworth        | Letchworth Garden City   | 4º in Roller Hockey Premier League 2000-2001                         |
| Italia      | Forte dei Marmi   | Forte dei Marmi          | 6º in Serie A1 2000-2001                                             |
| Italia      | Modena            | Modena                   | 4º in Serie A1 2000-2001, semifinale dei play-off                    |
| Italia      | Roller Salerno    | Salerno                  | 5º in Serie A1 2000-2001                                             |
| Portogallo  | Gulpilhares       | Vila Nova de Gaia        | 4º in 1ª Divisão 2000-2001, 6º nella poule titolo                    |
| Portogallo  | Infante de Sagres | Sagres                   | 6º in 1ª Divisão 2000-2001, 5º nella poule titolo                    |
| Portogallo  | Oliveirense       | Oliveira de Azeméis      | 5º in 1ª Divisão 2000-2001, 4º nella poule titolo                    |
| Portogallo  | Porto             | Porto                    | Eliminato agli ottavi di finale della Champions League 2001-2002     |
| Spagna      | Igualada          | Igualada                 | 2º in División de Honor 2000-2001, quarti di finale dei play-off     |
| Spagna      | Noia              | Sant Sadurní d'Anoia     | 3º in División de Honor 2000-2001, quarti di finale dei play-off     |
| Spagna      | Voltregà          | Sant Hipòlit de Voltregà | 7º in División de Honor 2000-2001, semifinale dei play-off           |
| Svizzera    | Diessbach         | Diessbach bei Büren      | 5º in Lega Nazionale A 2000-2001                                     |
| Svizzera    | Ginevra           | Ginevra                  | Eliminato agli ottavi di finale della Champions League 2001-2002     |
| Svizzera    | Thunerstern       | Thun                     | Eliminato agli ottavi di finale della Champions League 2001-2002     |
| Svizzera    | Uttigen           | Uttigen                  | 3º in Lega Nazionale A 2000-2001                                     |
| Svizzera    | Wimmis            | Wimmis                   | 4º in Lega Nazionale A 2000-2001                                     |

## Risultati

### Primo turno
| Squadra 1      | Totale | Squadra 2         | Andata | Ritorno |
| -------------- | ------ | ----------------- | ------ | ------- |
| Igualada       | 4 - 6  | Oliveirense       | 2 - 1  | 2 - 5   |
| Nantes         | 0 - 12 | Infante de Sagres | 0 - 7  | 0 - 5   |
| Noia           | 21 - 9 | Wimmis            | 14 - 4 | 7 - 5   |
| Roller Salerno | 4 - 9  | Modena            | 4 - 5  | 0 - 4   |
| Uttigen        | 10 - 8 | Vaulx-en-Velin    | 8 - 4  | 2 - 4   |
| Walsum         | 9 - 8  | Gujan-Mestras     | 7 - 5  | 2 - 3   |

### Ottavi di finale
| Squadra 1        | Totale | Squadra 2         | Andata | Ritorno |
| ---------------- | ------ | ----------------- | ------ | ------- |
| Forte dei Marmi  | 5 - 6  | Oliveirense       | 2 - 1  | 3 - 5   |
| Herne Bay United | 2 - 25 | Infante de Sagres | 2 - 10 | 0 - 15  |
| Letchworth       | 8 - 11 | Diessbach         | 3 - 2  | 5 - 9   |
| Modena           | 4 - 8  | Noia              | 1 - 5  | 3 - 3   |
| Porto            | 9 - 4  | Gulpilhares       | 8 - 2  | 1 - 2   |
| Thunerstern      | 6 - 3  | Uttigen           | 1 - 3  | 5 - 0   |
| Voltregà         | 15 - 5 | La Vendéenne      | 10 - 1 | 5 - 4   |
| Walsum           | 7 - 6  | Ginevra           | 5 - 3  | 2 - 3   |

### Quarti di finale
| Squadra 1         | Totale | Squadra 2   | Andata | Ritorno |
| ----------------- | ------ | ----------- | ------ | ------- |
| Diessbach         | 1 - 21 | Voltregà    | 1 - 9  | 0 - 12  |
| Infante de Sagres | 6 - 8  | Porto       | 2 - 4  | 4 - 4   |
| Noia              | 24 - 5 | Walsum      | 15 - 1 | 9 - 4   |
| Oliveirense       | 19 - 4 | Thunerstern | 11 - 1 | 8 - 3   |

### Semifinali
| Squadra 1 | Totale | Squadra 2   | Andata | Ritorno |
| --------- | ------ | ----------- | ------ | ------- |
| Porto     | 12 - 7 | Oliveirense | 6 - 6  | 6 - 1   |
| Voltregà  | 8 - 6  | Noia        | 2 - 2  | 6 - 4   |

### Finale
| Squadra 1 | Totale          | Squadra 2 | Andata | Ritorno |
| --------- | --------------- | --------- | ------ | ------- |
| Porto     | 7 - 7 (0-1 dtr) | Voltregà  | 5 - 3  | 2 - 4   |